# Ример (герб)
Ример (Ремер, Реймер) – шляхетський герб.

## Опис герба
Опис герба з використанням принципів блазонування, запропонованих Альфредом Знамієровським:
У срібному полі червоний фортечний мур з зубцями, на якому три червоні вежі з бійницями; у воротях вояк у срібних латах з мечем у піднятій правій руці. Клейнод: вояк у срібних латах від талії, як на гербі. Намет червоний, підбитий сріблом.

## Найбільш ранні згадки
Присвоєно райці краківському Валентему Римерові 13 квітня 1590.

## Роди
Право на використання власного герба має лише рід Римерів (ремерів, Реймерів).